# Болгарская православная старостильная церковь
Болга́рская правосла́вная старости́льная це́рковь (БПСЦ; болг. Българска православна старостилна църква) — старостильная церковная юрисдикция в Болгарии. Болгарские старостильники отделились от признанной Болгарской православной церкви в 1990 году в связи с недовольством среди консервативной части населения Болгарии введением в 1968 году в Болгарской церкви новоюлианского календаря.
Кроме БПСЦ, в 2004 году возникла малочисленная группа, именующая себя «Истинно Православная Болгарская церковь», которую с 2013 года возглавляет гражданин России поэт Святослав Феоктистович Моисеенко, именующий себя митрополитом Месемврийским Сергием.

## История
18 июля 1968 года Священный Синод Болгарской церкви опубликовал специальное «Послание духовенству и всем чадам Болгарской православной церкви», в котором содержалось известие о реформе церковного календаря, днем проведения которой определялось 6/19 декабря 1968 года. Данная календарная реформа проводилась с целью установления единообразия в церковном времяисчислении с Македонской православной церковью, которая незадолго до того неканоническим образом объявила о своей автокефалии. При этом территория Югославской республики Македония многими болгарами считалась исконной частью Болгарии, незаконно отторгнутой от неё. Унификация церковного календаря и должна была стать первым шагом на пути к объединению Болгарской православной церковью и неканонической Македонской православной церкви.
В целом календарная реформа была принята спокойно, но против неё выступили несколько консервативно настроенных деятелей болгарского духовенства. Свой протест Патриарху Болгарскому Кириллу направили архимандрит Серафим (Алексиев), архимандрит Сергий (Язаджиев), Пантелеимон (Старицкий), иеромонах Серафим (Дмитриевский) и настоятельница Княжевского Покровского женского монастыря в Софии игумения Серафима (княжна Ливен). Все они в своё время являлись духовными последователями архиепископа Богучарского Серафима (Соболева), известного в Болгарии своими консервативными и резко антиэкуменическими воззрениями. Реакцией священноначалия Болгарской православной церкви на зарождавшуюся смуту было запрещение взбунтовавшегося духовенства в священнослужении, а также отстранение архимандритов Серафима (Алексиева) и Сергия (Язаджиева) от преподавания в Софийской духовной академии. Вплоть до кончины патриарха Болгарского Кирилла по отношению к отделившимся клирикам и монашествующим применялись различные меры воздействия, после чего наступил период относительно спокойного существования.
Во второй половине 1980-х годов один из ближайших последователей архимандрита Серафима (Алексиева) Росен Дмитров Сиромахов установил контакт со греческим старостильным «Синодом противостоящих», от которого он принял монашеский постриг с именем Фотий, диаконскую и священническую хиротонию. После падения коммунистического режима в Болгарии «Синод Противостоящих» учредил на территории Болгарии Триадицкую епархию (Триадица — одно из древних названий Софии), несколько позднее преобразованную в независимую («автокефальную») Болгарскую православную старостильную церковь (БПСЦ). 4/17 января 1993 года в монастыре святых Киприана и Иустинии (Фили, Греция) состоялась архиерейская хиротония Фотия (Сиромахова). Частично последователи архиепископа Серафима (Соболева) остались в юрисдикции официальной Болгарской православной церкви.
В 1994 году, на основах паритета, было установлено церковное и евхаристическое общение между Русской православной церковью заграницей (РПЦЗ), Болгарской старостильной церковью и «Синодом противостоящих» церкви ИПХ Греции. Зримым итогом установления общения с РПЦЗ стало принесение 10-17 октября 1995 года в Болгарию мироточивой Иверской Монреальской иконы Божией Матери.
В 1999 году епископ Фотий совершил прославление родопского священномученика, епископа Висариона Смолянского, а через три года канонизировал архиепископа Серафима (Соболева). В 2006 году были канонизированы баташские новомученики.
В 2006 году по инициативе Архиерейского Синода Русской зарубежной церкви евхаристическое общение между РПЦЗ и БСПЦ было прервано, что явилось следствием выполнения первым непременного условия, необходимого для подписания Акта о каноническом общении с Русской православной церковью Московского патриархата.
На основании указа епископа Фотия № 0001 от 5 (18) декабря 2014 года и в соответствии с решением № 5 от 24 октября (6) ноября 2014 года, Церковный совет сформировал Священный синод БПСЦ, включив в него двух членов на временных основаниях — архиепископа Кишинёвского и Молдавского Георгия (Кравченко) и епископа Ишимского и Сибирского Никона (Иоста) (РПЦЗ (А)) (позднее заменённого на епископа Бесарабского Анфима (Тудоса)).
26 января 2015 года состоялась встреча Предстоятеля Болгарской православной старостильной церкви епископа Триадицкого Фотия (Сиромахова) с иерархами и председателем «хризостомовского» («флоринитского») Синода Церкви ИПХ Греции архиепископом Афинским и всея Эллады Каллиником (Сарандопулосом) (годом ранее было достигнуто объединение флоринитов с киприатиами). Итогом собеседования стало подписание общего экклезиологического исповедания под названием «Истинно-Православная Церковь перед лицом экуменической ереси. Догматические и канонические вопросы». Обе стороны подтвердили, что проблемы административно-канонического характера, связанные с присутствием структур «хризостомовского» Синода в Болгарии, будут разрешаться на основании правил святой православной церкви, определяющих отношения между самоуправляемыми церквями.
10 ноября 2018 года БПСЦ был канонизирован митрополит Неврокопский Борис (Разумов) (ранее, в 2016 году, процедура его канонизации была официально начата официальной Болгарской Православной церковью, однако пока что такое решение не было принято).
В мае 2019 года решением Священного синода БПСЦ монах Виктор (Тодоров) был избран для рукоположения в сан епископа Никопольского (хиротония состоялась 26 мая). 28 августа 2020 года, в связи с хиротонией третьего болгарского епископа Созопольского Серафима (Орманова), был сформирован новый синод этой церкви. 

### Правовое положение
Церковь добивалась официальной регистрации своего статуса, иск в суд города Софии, суд отказал. Подано обжалование в ЕСПЧ в 2013 году, и в мае 2021 года суд удовлетворил иск, обязав Болгарию зарегистрировать церковь государством.

### Епископат
- Фотий (Сиромахов), епископ Триадицкий (17 января 1993 — 6 марта 2016), митрополит Триадицкий (с 6 марта 2016)
- Серафим (Орманов), епископ Созопольский, викарий Триадицкой митрополии (с 28 августа 2020)

бывшие:
- Виктор (Тодоров), епископ Никопольский, викарий Триадицкой митрополии (26 мая 2019 — 10 мая 2021) скончался

## Современное положение
Предстоятелем БПСЦ является епископ Триадицкий Фотий (Сиромахов) (с 17 января 1993 года нового стиля), резиденция которого находится в Софии.
Священный Синод БПСЦ
- Фотий (Сиромахов), митрополит Триадицкий председатель
- Серафим (Орманов), епископ Созопольский

БПСЦ насчитывает 24 священнослужителя: 1 архимандрит + 4 иеромонахов + 14 священников и 5 диакона, 17 храмов и 5 часовен (из них 5 — в Софии). Общее число приходов — 16. Официальным органом БПСЦ является журнал «Православно слово».
Монастыри
- Монашеское братство при архиерейском доме; часовня святителя Марка Эфесского. Состоит из управляющего архиерея, одного иеродиакона и трех монахов.
- Покровский Княжевский женский монастырь (ул. Св. Лука № 6, кв. Княжево, гр. София 1619 Тел: +359 (0)2-857-30-90). В монастыре 42 монахини и послушницы. Монастырские храмы: «Св. апостола и евангелиста Луки», «Святителя Серафима, Софийского чудотворца», параклис «Покрова Пресвятыя Богородицы».
- Мужской скит в честь св. Феодосия Тырновского (в селе Богдан, Карлово. Тел 0889981906). Настоятель: архимандрит Савва. В скиту проживают 2 монаха. Монастырский храм Введение в храм Пресвятой Богородицы.

Взаимоотношения с другими деноминациями
Приверженцы Болгарской православной старостильной церкви продолжают занимать жёсткую позицию в отношении того, что новоюлианский календарь был введён в жизнь Болгарской православной церкви без общецерковного обсуждения, что нарушает ряд церковных канонов.
БПСЦ имеет каноническое и евхаристическое общение с Румынской старостильной православной церковью, возглавляемой архиепископом и митрополитом Власием (Могырзаном), Русской православной церковью за рубежом под омофором митрополита Агафангела (Пашковского) и Греческой православной церковью (Флоринитский синод) (председатель Священного синода — архиепископ Афинский Каллиник (Сарандопулос)).
БПСЦ использует византийский обряд, богослужебный язык — церковнославянский.